# Eau en Iran

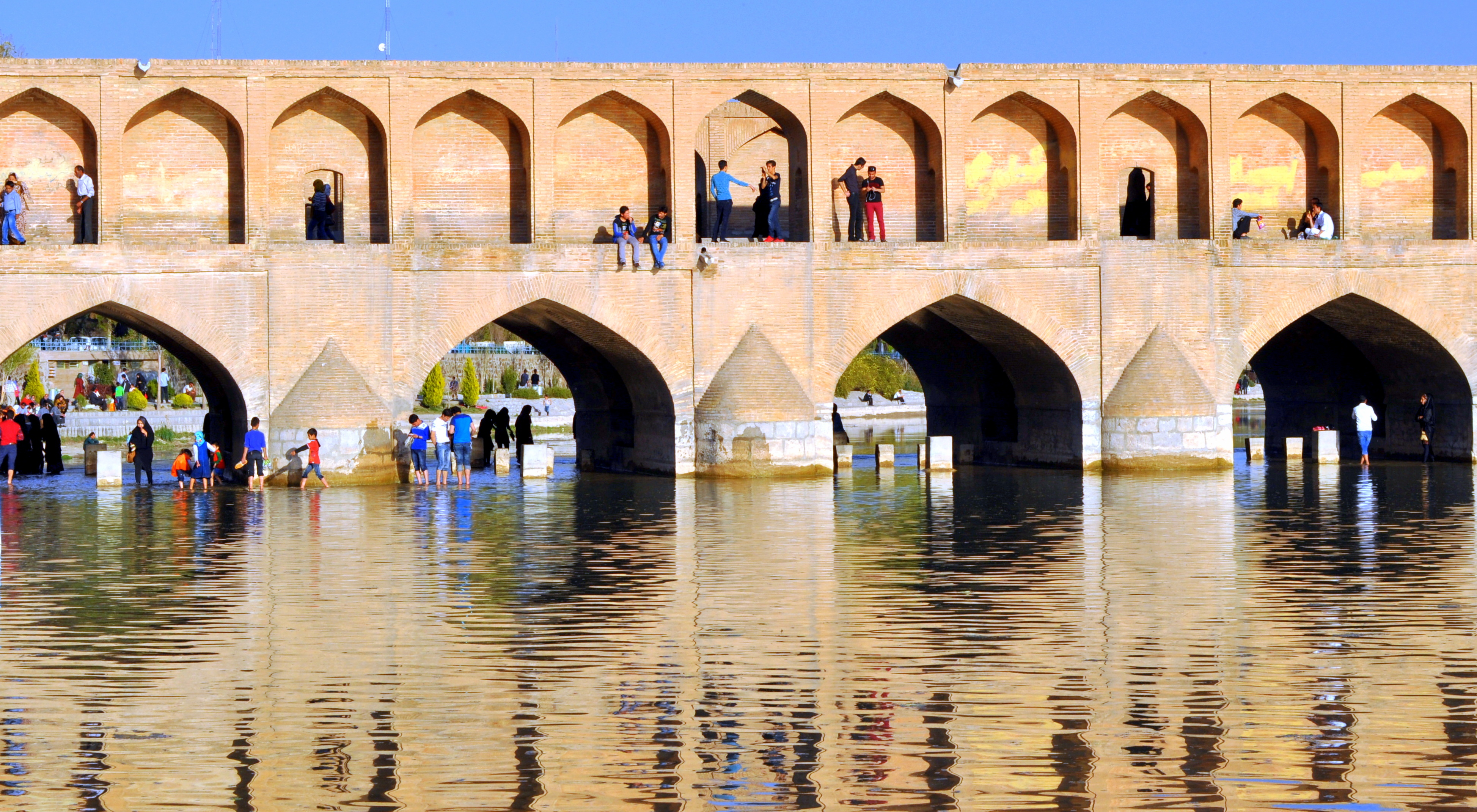
Si-o-se-pol à Ispahan.

L'Iran est un pays avec peu de ressources en eau, qui utilise celle-ci majoritairement à des fins agricoles. Le pays fait face à une grave crise de l'eau.

## Ressources

Le bassin du plateau central iranien.

L'Iran se situe dans une zone aride du Moyen-Orient, et reçoit en moyenne 250 mm d'eau par an, dont 179 mm s'évaporent. Les ressources se décomposent en 70 % de pluie et 30 % de neige. Les précipitations sont inégalement réparties d'un point de vue géographique : le plateau central iranien ne reçoit que 50 mm par an, contre 1 600 mm par an dans les régions bordant la mer Caspienne. 70 % des précipitations ont lieu sur seulement 25 % du territoire.

## Histoire

Schéma de fonctionnement d'un qanat.

La gestion de l'eau a joué un rôle important dans l'histoire de l'Iran. Le système du qanat permettait d'éviter la surexploitation des ressources en eau, et a été utilisé jusqu'au Shah Mohammad Reza Pahlavi. Celui-ci nationalise les ressources en eau, et introduit l'utilisation des puits en profondeur et du pompage à moteur.
À la suite de la révolution et du conflit avec l'Occident, la République islamique encourage l'industrie et l'agriculture iraniennes, ce qui conduit à la construction de nombreux barrages, canaux, pipelines et puits : ces derniers passent de 40 000 à près de 800 000 en 2018. Selon le vice-ministre de l'agriculture, 430 000 d'entre eux seraient des forages illégaux, et la majorité des forages légaux pompe une quantité d'eau trop importante. La construction de barrages a bénéficié aux entreprises de construction, notamment liées au Corps des Gardiens de la révolution islamique.

## Utilisation
L'eau est principalement utilisée dans le secteur agricole, et utilise 92 % des réserves d'eau douce souterraine.

## Crise de l'eau
L'Iran fait face à une forte situation de stress hydrique, et utilise plus de 100 % de ses réserves en eau renouvelables. Pour Issa Kalantari (fa), ministre de l'environnement, le pays risque de perdre 70 % de ses terres cultivées.
Parmi les raisons avancées, on note la pression démographique, le réchauffement climatique, mais également une mauvaise gestion des ressources en eau, le développement de l'agriculture et de l'industrie, fortement consommatrices, pour faire face aux sanctions internationales qui isolaient le pays. 
Les pompages désordonnés ont épuisé les nappes phréatiques, et seules 40 % des eaux usées sont traitées, contribuant à la pollution des eaux de surface. Le rendement agricole est mauvais, à seulement la moitié de la moyenne mondiale, en raison de techniques d'irrigation inadaptées. De nombreux forages illégaux ont été réalisés, contribuant souvent au besoin de creuser plus profond, puis à la salinisation des eaux. Les zones asséchées sont abandonnées, ce qui accélère la désertification.
Le gouvernement a construit de nombreux barrages, 647 étaient en fonction en 2015, provoquant l'assèchement des zones humides.
Certains barrages sont à sec, et des rationnements doivent être mis en place. La culture des pistachiers, dont les pistaches sont le deuxième produit d'exportation de l'Iran après le pétrole, est lourdement affectée.
Selon un rapport du World Resources Institute publié en 2019, l'Iran est le quatrième pays le plus frappé par le stress hydrique, derrière le Qatar, le Liban et Israël. La plupart des autres pays frappés par le stress hydrique se trouvent au voisinage de l'Iran.
Les manifestations de 2021 en Iran ont eu pour cause la crise de l'eau.